# Olmedo
Olmedo (sardinski: S'Ulumèdu, sasarski: Urumèddu) je grad i općina (comune) u pokrajini Sassariju u regiji Sardiniji, Italija. Nalazi se na nadmorskoj visini od 68 metara i ima 4 161 stanovnika.
 Prostire se na 33,47 km². Gustoća naseljenosti je 124 st/km².
Susjedne općine su: Alghero, Sassari i Uri.